# لنز مینولتا ای‌اف ۲۸میلی‌متر اف/۲٫۸

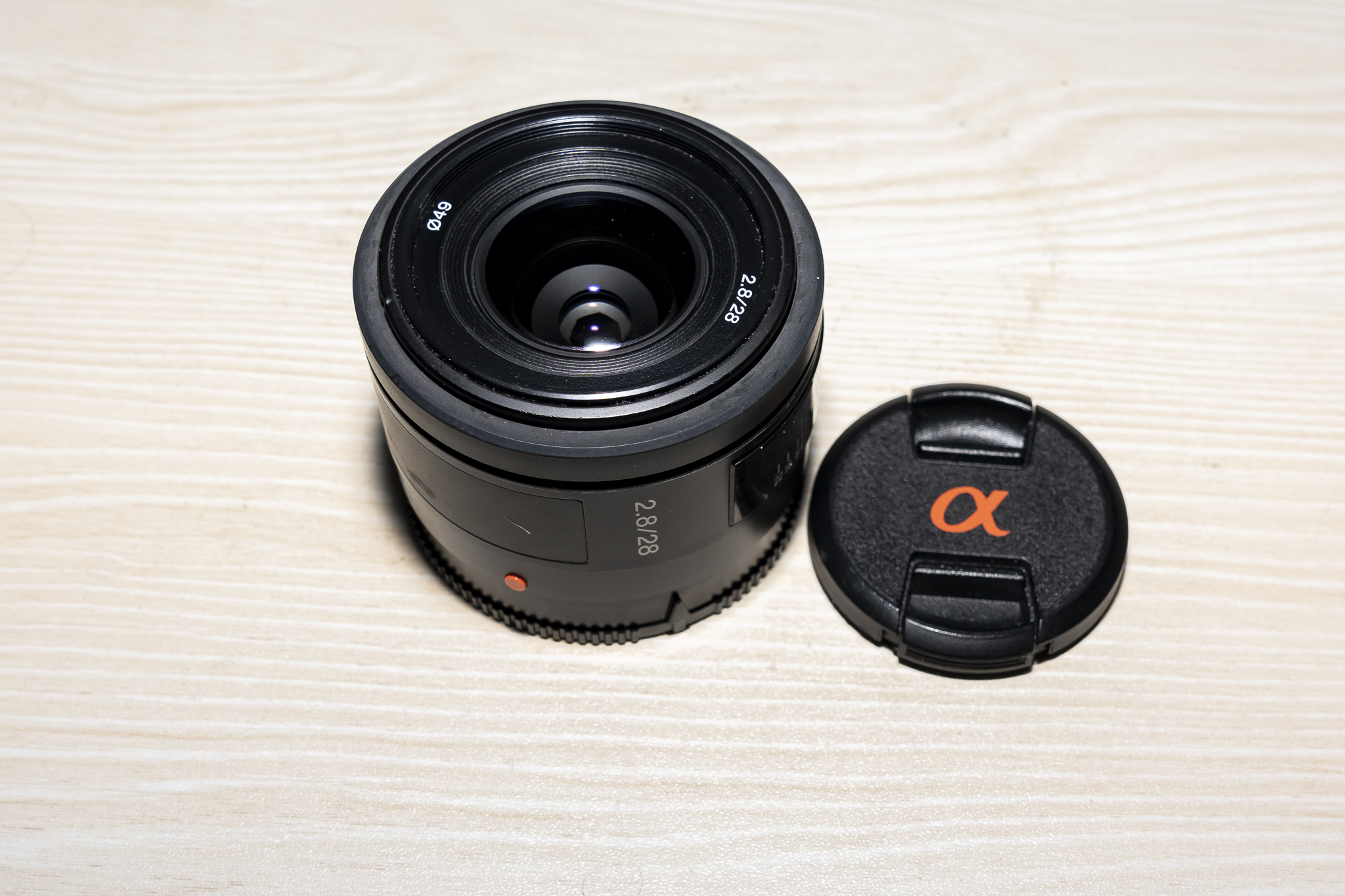
Sony a 28mm f/2.8

لنز مینولتا ای‌اف ۲۸میلی‌متر اف/۲٫۸ (به انگلیسی: Minolta AF 28mm f/2.8 lens) نام لنز دوربین عکاسی از نوع ثابت است که توسط شرکت مینولتا، سونی تولید می‌شود. فاصلهٔ کانونی این لنز ۲۸ میلی‌متر، دیافراگم آن دارای ۷ تیغه و ضریب اف آن اف ۲٫۸ تا اف ۲۲ است. این لنز در 1985 میلادی تولید و عرضه شده‌است.